# قائمة حلقات بلاك كات
مسلسل أنمي بلاك كات مقتبس من مانغا كنتارو يابوكي ذات نفس الاسم. أعلن لأول مرة في مايو 2005، أنتج المسلسل إستديو جونزو وأخرجه شين إتاغاكي. يتبع المسلسل القاتل المأجور، ترين هارتنت، المعروف باسم بلاك كات، الذي صار فيما بعد صائد جوائز.
العرض الأول لبلاك كات كان في 6 أكتوبر، 2005، على شبكة أنيماكس للبث الفضائي للأنمي وشبكة طوكيو برودكاستنغ سيستم الأرضية (TBS) مع بث الحلقة الأخيرة في 30 مارس 2006. الحلقة ال15 بُثت على أنيماكس ولم تبث على TBS. في اليابان، أصدر المسلسل خلال اثني عشر عدد دي في دي المنطقة 2 من 21 ديسمبر 2005 إلى 22 نوفمبر 2006. تشر كل عدد في الإصدار الممتاز الذي يتضمن إضافات مختلفة. أعداد الدي في دي جُمعت مجموعة إصدار الدي في دي المحدود من قبل سوني بيكتشرز انترتينمنت في 23 أبريل 2008.
ألف تاكو إيواساكي موسيقى المسلسل. ثلاث شارات ظهرت في المسلسل: شارة بداية واحدة، وشارتا نهاية. أغنية البداية هي «دايا نو هانا» ((باليابانية: ダイアの花، بالروماجي: Daia no Hana)، «زهرة الألماس») بأداء يوريكو. شارتا النهاية هما: «ناميدا بوشي» ((باليابانية: ナミダボシ، بالروماجي: Namida Boshi)، «دموع النجوم») بأداء بابيبيت للنصف الأول من المسلسل، والأغنية الثانية هي «كوتسوزوريه» ((باليابانية: くつずれ، بالروماجي: Kutsuzure)، «البثور») بأداء ماتسودا ريوجي لبقية حلقات المسلسل.

## الحلقات
ملاحظة: الدبلجة العربية لا تحتوي على عناوين للحلقات.
| #  | العنوان                         | تاريخ العرض الأول | ملخص الحلقة |
| -- | ------------------------------- | ----------------- | --- |
| 1  | القط الوحيد (孤独な猫)          | أكتوبر 6، 2005    | ترين هارتنت، قاتل معروف باسم بلاك كات، وصائد جوائز اسمه سفين فولفيد يطاردان نفس الشخص من دون أن يدركا ذلك، المجرم المخيف والذي على وشك أن يكون حاكماً، ليب تيرانت. في حين أن ترين يطارده بأمر من رئيسه، إلا أن سفين يريد الحصول على المال لقاء قبضه على ليب. أثناء احتفال بقرب حكم تيرانت، رأى سفين بعينه اليمنى أن تيرانت سيُقتل خلال خمس دقائق ويحاول منع ذلك. لكن ترين قتل ليب بسهولة وطارده سفين ليسأله لم فعل ذلك. قبل أن يستطيع فعل ذلك، حاول أحد حراس ليب أن يقتل ترين، لكنه أخفق. أبقى ترين على حياة ذلك الحارس، لكن مرافقه كريد دسكنث، قام بقتل الحارس. اكتشف سفين فيما بعد أن ترين هو نفسه القاتل المخيف كورونيكو (بلاك كات)، أحد الأرقام (القاتلين) في منظمة كرونوس. أثناء تذكره لمقتل والديه، قابل ترين فتاة تدعى سايا ميناتسكي على السطوح حينما كانت تغني. |
| 2  | القط الحائر (戸惑う猫)          | أكتوبر 13، 2005   | قدمت سايا نفسها لترين كصائدة جوائز، وبدأ الاثنان بارتياد المكان بالرغم من تصرفات ترين الباردة. في أحد الأيام، قابل سفين امرأة تدعى رنزلت ووكر، التي استأجرته لإنقاذ أختها، إيف، وهي فتاة اختطفها بائع الأسلحة تورنيو رودمان. في إحدى مهمات سايا، قام ترين بمساعدتها في القبض على بريتا غول، قاتل بقدرات مسببة للتآكل، إلا أن ترين سأل سايا لم لم تقم بقتله. بعد ذلك، التقى ترين بإيف وأُرسل لقتل إيف. |
| 3  | القط في الظلام (闇の中の猫)     | أكتوبر 20، 2005   | وصل سفين إلى قصر تورنيو عندما كان ترين على وشك أن يقتل إيف. قاطع رجال تورنيو اللقاء، مما أجبر ترين وسفين على الهرب. في اليوم التالي، بعد أن علم بأن رنزلت ليست أخت إيف الكبرى، أجبر سفين رنزلت على توضيح ماتريده من إيف. وضحت رنزلت أن إيف في الحقيقة سلاح حيوي معدل جينياً وأنها تريد أخذ بعض البيانات من مختبرات تورنيو. ذهب سفين إلى إيف، التي هربت من تورنيو، في إحدى الحدائق وصار صديقها. حين كان الاثنان يأكلان المثلجات، قام تورنيو بالقبض على إيف مرة أخرى وقرر سفين إنقاذها. في تلك الليلة، قام كل من سفين وترين بإيجاد خطة للتسلل إلى قصة تورنيو. |
| 4  | القط المبتسم (微笑む猫)         | أكتوبر 27، 2005   | ذهب سفين مع رنزلت لإنقاذ إيف. هزم ترين بسهولة معظم رجال تورنيو، ولكن سفين وصل إليها قبله. عندما لحق ترين بهما، حاول ترين أن يطلق على إيف، ولكن سفين لكمه وهرب معها. حيث قررت إيف أن تنضم إلى سفين، قام تورنيو بتفعيل جهاز مثبت في إيف مما جعلها تتصرف بوحشية عن طريق آليات النانو التي بداخلها. وحيث أن إيف قد أُمرت بقتل ترين، استطاع سفين أن يهرب من رجال تورنيو بمساعدة رنزلت. أزال سفين الجهاز لكن يثمن طعنة في جسده. دمر ترين بعد ذلك جميع مختبرات تورنيو، مما جعل القصر ينهار. أثناء إسعاف سفين، حاول ترين مرة أخرى أن يقتل إيف، لكنه قرر ألا يفعل ذلك متذكراً طريق سايا في الحياة. |
| 5  | القط المقرر (決意する猫)        | نوفمبر 3، 2005    | حيث يظن أنه مستخدم من قبل كرونوس، قرر ترين ترك المنظمة ليبدأ حياة جديدة. أرسل كرونوس كريد دسكنث ليقتل ترين، لكنه هُزم بسهولة. ثم سأل كريد ترين إذا ما كان يريد أن ينضم إليه في تمرد على كرونوس لكن ترين رفض الفكرة. حين غادر ترين، ذهب بعض جنود كرونوس لإيقاف كريد، لكنهم قتلوا بوحشية على يد كريد الذي قال بأنهم أفسدوا اجتماعه مع ترين. وجد ترين سايا، وأعطاها مسدسه، هيديز، وشكرها لأنه ساعدته في قرار ترك كرونوس. وحيث أن كريد لم يستطع إيقاف ترين، ذهبت سيفيريا أركس، قائدة الأرقام، لمواجهة ترين. |
| 6  | القط المستهدف (狙われる猫)      | نوفمبر 10، 2005   | تقاتل ترين وسيفيريا لكنهما توقفا فجأة بسبب تدخل أحد أتباع كريد، شيكي، حيث يزال كريد يريد جعل ترين مرافقه. ثم هربا عندما شوش غناء سايا حشرات شيكي السحرية. أثناء عودته إلى منزله، بدأ ترين بممازحة سايا التي أعادت إليه مسدسه. خططت سايا لموعد مع ترين لمشاهدة الألعاب النارية أثناء احتفال سيقام في اليوم التالي. غاضباً بسبب تغير سلوك ترين، ترك كريد ملاحظة في بيت ترين، يقول فيها أنه سوف يقتل سايا. قبل الموعد، هاجم كريد سايا، لكنها قدرت على إيقاف كريد من قتل الأطفال الذين كانوا معها في الاحتفال. هاجم ترين كريد قبل أن يقوم بالضربة الأخيرة لسايا، التي ماتت سعيدة لأنها قدرت على رؤية الألعاب النارية مع ترين. |
| 7  | القط المصاب (傷だらけの猫)      | أكتوبر 17، 2005   | أثناء قتال ترين الغاضب ضد كريد، شمت إيف رائحة دم ثم طلبت من سفين أن يأخذها إلى مصدره. بعد أسبوع، استيقظ ترين بعد أسبوع في منزل سفين بعد أن وجده كل من سفين وإيف مصاباً بشدة بعد انفجار ناقلة نفط أثناء الاحتفال. لم تثق إيف بترين بسبب حياته السابقة كقاتل، مما دفع ترين لقوله أنها كانت قاتلة مثله من قبل. بعد ذلك، هربت إيف خائفة من المنزل إلى الغابة، وعثر عليها قاتل من كرونوس، جينوس هازارد، الذي أراد إنهاء عمل ترين. حضر ترين بعد ذلك لحماية إيف وساعدها في الانتصار عليه. أثناء ذلك، غيرت كرونوس انتباهها نحو كريد، بدلاً من ترين. في اليوم التالي، غادر ترين مع سفين وإيف ليعمل كصائد جوائز. |
| 8  | القط المسافر (旅する猫)         | نوفمبر 24، 2005   | بعد ستة أشهر منذ انضمام ترين إلى سفين وإيف، واجه الثلاثة مشاكل مالية ولم يسمح ترين وسفين لإيف بالقبض على مجرم بمفردها. استأجر جينوس رنزلت للبحث عن رجل وفتاة، تشاردن فلامبرغ وكيوكو كيريساكي، الذين يقومان بإعطاء المجرمين عقار التاو. التقا الاثنان مع رجلان قتل بعض الناس بسبب تدمير النباتات وأعطياه العقار. التقت رنزلت بسفين وأخبرته عن نفس الرجل. سمعت إيف المحادثة وذهبت لإمساكه وحدها. وجدت إيف المجرم وثم بدآ بشرب الشاي حين سألت إيف المجرم عن سبب قتله للناس. صار المجرم مجنوناً عندما داست إيف على إحدى النباتات، وشرب العقار، مما جعله قادراً على التحكم بحديقته. حاول ترين إيقافه، واستطاع بمساعدة سفين أن يقتل المجرم. |
| 9  | القط الجذاب (魅惑する猫)        | ديسمبر 1، 2005    | ذهبت رنزلت في مطاردة لتشاردن وكيوكو في حين ذهب ترين ومجموعته للقبض على المجرم غيانزا الذي استعمل قوة التاو وكان سفين قد اعتقله قبل سبع سنوات. ترك ترين المجموعة مؤقتاً لشراء الحليب، والتقى بكيوكو، التي وقعت في غرامه بعد أن أنقذها من عصاية في اللحظة التي كانت فيها على وشك أن تقضي عليهم بلهبها. تجاهل ترين كيوكو وعاد إلى المجموعة لبدء البحث عن غيانزا. تنكر سفين في لباس امرأة لجعل غيانزا يهاجمه. أثناء القتال الذي تورطت فيه كيوكو، لكنها تفادت كل هجمات غيانزا. وباستخدام عينه اليمنى، ساعد سفين ترين في هزيمة غيانزا. بعد ذلك، ظهر تشاردن وقدم نفسه وكيوكو في جماعة رسل النجوم، مجموعة تمرد أنشأها كريد. |
| 10 | القط الهارب (暴走する猫)        | ديسمبر 8، 2005    | قبل مغادرته بالمروحية، أخبر تشاردن ترين أن بإمكانه لقاء كريد في مدينة سان غيليس. أثناء اجتماع سياسي في نفس المدينة، بدأت جماعة كريد هجوماً إرهابياً كجزء من خطة تمردهم. في حين هدد ترين تشاردن وكيوكو، ظهر كريد أمام عينيه. طلب كريد من ترين مرة أخرى أن ينضم إليه، لكن ترين أراد قتله لينتقم لموت سايا. كل رصاصات ترين لم تصب كريد بسبب سيفه، وحين استطاع ترين إصابة كريد في صدره، شفي كريد بسبب استعماله لقوة التاو. حين أطلق تابع كريد، دورام غلاستر على ترين، تلقى سفين الرصاصة، وغادر كريد غاضباً. لام ترين سفين بسبب تدخله في القتال، ولكن سفين لكمه بسبب قتاله وحيداً. أخبر رنزلت ترين بأن سفين كان عميلاً في الFBI وكان أفضل أصدقائه يعمل هناك أيضاً، لكن صديق سفين مات في مهمة وهو يحمي سفين. مما جعله خائفاً من خسارة رفيقه مرة أخرى كون عينه اليمنى عين صديقه الذي توفي. في اليوم التالي، تصالح ترين وسفين بعد شجار طفولي. |
| 11 | القط المزيف (偽りの猫)          | ديسمبر 15، 2005   | أثناء تحدثهما، أخبر كريد دورام أنه ليس نداً لترين، مما جعله حانقاً. أثناء بحثهم عن مجرم، اكتشف ترين ورفيقاه أن المجرم الذي كانوا يطاردونه قد ألقي القبض عليه من قبل بلاك كات مزيف. التقت إيف بالشخص ذاته، وودني، واتضح أنه يستخدم ذلك اللقب من أجل إخافة الناس الذين يزعجونه. ولكن إيف صادقته وساعدته بسرية في هزيمة ثلاثة أرادوا هزيمة بلاك كات. أثناء ذلك، عثر جينوس على رنزلت وطلب منها التوقف عن مطاردة جماعة كريد، ولكنها رفضت ذلك حيث قالت أنها تريد العثور على عقار التاو. أثناء بحث رنزلت وسفين عن جماعة كريد وحدهما، عثر دورام على إيف وهددها إن لم تخبره بمكان ترين، ولكن وودني أراد حمايتها. بعدها واجه ترين دورام وهزمه بسهولة. في اليوم التالي، وبمساعدة وودني، استطاع رفاق ترين إجبار دورام على إخبارهم بمكان كريد وقرر وودني أن يكون تلميذاً عند ترين. |
| 12 | القط المقاتل (闘う猫)           | يناير 12، 2006    | بعد رؤيته لكابوس عن موت سايا، ذهب ترين إلى قلعة كريد. في الوقت ذاته، جينوس ورفيقاه بيلوغا جي هيرد ونايزر بروكهايمر، عرفوا موقع قلعة كريد وهاجموها من أجل قتله. أرقام كرونوس الثلاثة هوجموا من قبل كيوكو، وليون إليوت ومارو لكنهم استطاعوا هزيمتهم بمهاجمتهم بواسطة سقف الطابق الأول. أثناء متابعتهم للمطاردة، واجه كل من تشاردن وإكدنا باراس وشيكي الأرقام. دخل كل من سفين، رنزلت وإيف قلعة كريد، لكن إيف افترقت عنهما لإنقاذ ليون وقام "الدكتور" بالإمساك بسفين ورنزلت. التقى ترين بكريد وتقاتلا مرة أخرى. أثناء القتال، طلب كريد من ترين أن يطلق على رأسه ويستعيد طبيعته القتالية. أطلق ترين الرصاصة لكن إيكدنا أوقفت الرصاصة. دخل جينوس غرفة كريد، لكن سقط من القلعة بسبب هجوم كريد. أطلق بيلوغا على القلعة ببازوكته مما تسبب بانهيارها، مما جعل رنزلت وسفين يسقطان أيضاً. قبل متابعته لقتال كريد، قرر ترين إنقاذ أصدقائه بدلاً من الانتقام من كريد وباغت نايزر وبيلوغا كريد. بعد ذلك، في سيارة سفين، تساءل سفين عن سبب إنقاذ ترين لهم بدلاً من الانتقام. بطريقة ما قادت المحادثة إلى سايا، وسأل سفين إن كانت صديقة ترين. بعد ثوان من التفكير، قال ترين بأنها مجرد صديقة عادية. ولكن إيف لم تصدق ذلك وقالت بأن ترين قد أهمل. |
| 13 | قط الحب (LOVE猫)                | يناير 19، 2006    | قام كريد بقتل دورام، مما زاد رغبة تشاردن وكيوكو في ترك جماعة كريد. قررت كيوكو أن تصنع بعض الشوكولاتة لترين بمناسبة يوم "هدية القلب". ظهر الدكتور كانزاكي وحاول إصابة كيوكو بقذيفة آلات مصغرة، "لوسيفر"، لكن ترين قفز أمامها وأصيب. |
| 14 | قط تشيبي (ちび猫)               | يناير 26، 2006    | غيرت رصاصة الآلات المصغرة ترين إلى فتى صغير. التقى ترين وإيف بتيم، ليلى، ميكا والأيتام الآخرين، وساعدوهم في طرد عصابة تريد الاستيلاء على منزلهم. اتضح ماضي ترين، حيث قُتل والداه على يد مجرم قام بتربيته. |
| 15 | القط البعيد (遠ざかる猫)        | -                 | بدأت حال كرونوس بالضعف بعد أن كشف كريد عن حقيقتها وتخريبها للعالم أثناء سعيه في نيل اهتمام الإعلام. بدأ الأرقام بالتحرك بلا راحة. وتحركت سيفيريا للسعي من أجل استجواب - وقتل - ترين. ولكن سيفيريا اعتُرضت من قبل تشاردن الذي تقاتل معهما. بعدها، أعطت سيفيريا ترين رصاصة من الأوريكالكوم. |
| 16 | القط صائد التنانين (竜を狩る猫) | فبراير 2، 2006    | بحث سفين في أمر تحالف صائدي الجوائز المؤسس للقبض على كريد. ذهب ترين وإيف للبحث عن سحلية ضائعة. اتضح فيما بعد أنها تيرانوصور، لكن ترين وأصدقاءه تمكنوا من ترويضها. علم ترين بمكان كريد - جزيرة صغيرة في بحر أندونيا تدعى كراكين - من التحالف، واتجه نحوها وحيداً. |
| 17 | القط الغافي (まどろむ猫)        | فبراير 9، 2006    | التقى ترين بفتاة تدعى ساكي أثناء مروره بجبل في طريقه نحو كريد. بدت ساكي مشابهة لسايا، وتعيش حياة غريبة، تحمي أميراً رضيعاً من أعدائه. قام ترين بمساعدتها، ثم استيقظ على الطريق مع كون أصدقائه هناك. كان ذلك كله حلماً، وتذكر أن سايا كانت الشخص الذي جعله في طريق حياته الذي هو عليه الآن. |
| 18 | القط المبحر (船出する猫)        | فبراير 16، 2006   | اجتمع تحالف صائدي الجوائز في ميناء قبل الاتجاه نحو جزيرة كريد. اتضح أن قائد تحالف صائدي الجوائزفي الحقيقة هو الرقم X، لين شاو لي، وأن كرونوس استأجرتهم للعمل كطعوم. أطلق الدكتور كانزاكي وحوش التاو/نانو على المدينة، واستطاع التحالف هزيمة الوحوش. قرر التحالف وكرونوس العمل معاً والقتال ضد كريد. |
| 19 | القط العداء (疾走の猫)          | فبراير 23، 2006   | هاجم تحالف صائدي الجوائز وكرونوس جزيرة كريد. التقى ترين بكريد وتقاتل معه، في حين واجهت إيف ليون لتريه من هم رفاقه الحقيقيون. |
| 20 | القط المواجة (対決する猫)       | مارس 2، 2006      | أمرت سيفيريا ترين بقتل كريد، لكن ترين رفض، متمنياً القبض عليه فقط لأنه صائد جوائز. أثناء المعركة، ترين - بمساعدة روح سايا - أطلق قذيفة الأوريكالكوم على سيف كريد الخيالي المستيقظ، محطماً السيف ومتغلباً على كريد. عطلت إيف الآلات المصغرة التي بجسد كريد، الذي غادر مع إيكدنا باراس. انتصر الأبطال في المعركة، لكن بعض الأرقام والرسل قاموا بخيانتهم. |
| 21 | القط الغارق (溺れる猫)          | مارس 9، 2006      | ميسون، مع بعض الذين خانوا كرونوس وتحالف صائدي الجوائز، قاموا بتأسيس أرقام الصفر. وكانت خطتهم في أخذ إيف إلى إيدن، آلة اختبار عملاقة. قاموا باختطاف إيف بواسطة وضع جهاز ينزع منها شخصيتها ويجعلها سلاحاً بلا مشاعر. |
| 22 | القط صاقل المخالب (爪を研ぐ猫)  | مارس 16، 2006     | دمج ميسون إيف مع الآلة إيدن. قامت الآلة إيدن بصنع مطر من الآلات المصغرة تقوم بسحب البشر. في حين عثرت رنزلت على صانعة إيف، تياريو لوناتيك، حصل ترين على المساعدة من بقية الأرقام وتحالف صائدي الجوائز، وتوجه الجميع لإيقاف إيدن. |
| 23 | قط في الجنة (楽園の猫)          | مارس 23، 2006     | استخدمت إيدن الناس الذين سحبتهم للانتقال إلى مرحلة ثانية أكثر قوة. بعد مقابلة تشاردن، كيوكو وليون للأبطال وانضمامهم إليهم، قام الأبطال بخداع إيدن بإغرائها نحو وادٍ مستعملين الألعاب النارية وسفين كطعوم. حدثت معركة مع أرقام الصفر حين ذهب ترين وسفين للدخول إلى إيدن وإنقاذ إيف. |
| 24 | القط المنفلت (気ままな猫)       | مارس 30، 2006     | نجح ترين وسفين في الدخول إلى إيدن واختراق دفاعاتها، لكنهما واجها ميسون. ظهر كريد ليواجه ميسون في حين ذهب ترين وسفين لإنقاذ إيف، لكن ترين التقى بشبح زاغين بسبب تلاعب إيدن بماضي ترين. بعد محادثته مع زاغين، قطع ترين الوصلة بين إيف وإيدن وعاد الجميع إلى حياتهم. رنزلت مع جينوس في حين ذهب سفين وإيف للبحث عن ترين، الذي اختفى بعد المعركة؛ كانا واثقين من أن ترين سينضم إليهما في وقت لاحق. في النهاية، يتمشى ترين في الطرقات مفكراً في سايا، مع ابتسامة على وجهه. |